# Lluís Roca i Florejachs
Lluís Roca i Florejachs (Lleida, 1830 - 2 de desembre de 1882) va ser un metge i poeta de la Renaixença lleidatana. Fou l'introductor a Lleida de la idea dels Jocs Florals de Barcelona de «Patria, Fides, Amor».

## Formació
Fill d'una família de metges, estudià llatí i filosofia al seminari, i física i matemàtiques al batxillerat, que obtingué l'any 1845 a Barcelona, on es llicencià en medicina el 1852. Durant aquests anys contactà amb les principals personalitats de la Renaixença, a les quals va llegir els seus primers poemes. Així, el 1846 publica poemes en castellà a la revista barcelonina El Trovador. Un cop llicenciat, tornà a Lleida, però mantingué el contacte amb els restauradors dels Jocs Florals. El 1862, al costat de mossèn Josep Maria Escolà fundà l'Acadèmia Mariana, que més tard convocarà uns certàmens literaris de fama internacional.

## Trajectòria poètica

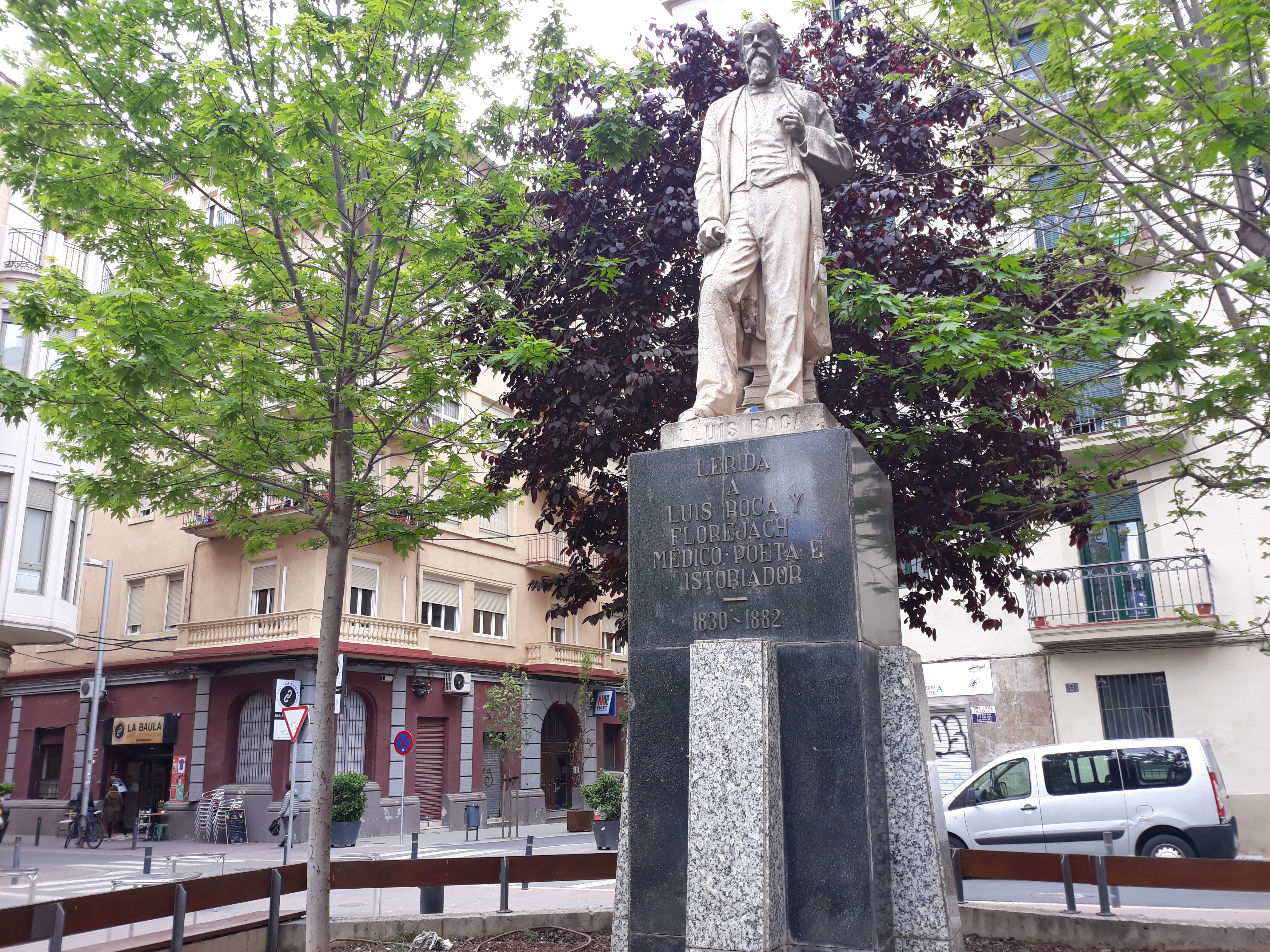
Escultura de Lluís Roca i Florejachs a la plaça Noguerola de Lleida

De 1854 a 1876 desenvolupà la seva labor com a metge tot combinant-la amb una important activitat cultural i poètica. Publicà poemes en castellà a la revista El Alba Leridana des de 1859. D'aquí sortí el seu llibre Cantos del Euro. També en castellà publicà el seu poema-manifest Glòries de Lleida (1852), després publicat en català a la Revista del Ateneo Leridano (1873). Va participar en diferents edicions dels Jocs Florals de Barcelona, on va obtenir un accèssit al 1860 amb el seu poema «Ànima consolada», premi que repetí el 1862, 1863 i 1864. El 1865 apareix el seu nom al Calendari Català al costat de Víctor Balaguer, Teodor Llorente i Marià Aguiló. Aquell mateix any fou mantenidor dels Jocs Florals barcelonins, càrrec que tornà a desenvolupar el 1873 per absència de Jaume Collell. El 1863 i 1864 l'Ajuntament de Lleida li publicà els poemes guardonats: Poesías catalanas. Publicà a les grans revistes de la Renaixença com Lo Gay Saber i La Renaixença i lleidatanes com El Cronicón Ilerdense i la seva continuació, Revista de Lérida. El 1878 guanyà el premi de la Societat Literària de Belles Arts amb un llibre sobre la Seu Vella que publicà el 1881: La Seo: memoria de la catedral antigua de Lérida. Amb la seva esposa, Elena Cavaller, viatjà a Itàlia i a França a partir de 1876 per tal de recuperar-se d'una embòlia cerebral que l'acabaria duent a la mort.